# 11796 Nirenberg
A 11796 Nirenberg (ideiglenes jelöléssel 1980 DS4) a Naprendszer kisbolygóövében található aszteroida. Ljudmila Georgijevna Karacskina fedezte fel 1980. február 21-én.